# AFK max
AFK max est une radio associative étudiante allemande de Nuremberg.

## Histoire
L'idée de fonder une radio liée à une école de communication et donc pour former des journalistes et des techniciens voit le jour en Allemagne en 1996. À l'initiative de la Bayerische Landeszentrale für neue Medien (BLM), qui a contribué par la création de l'AFK – Aus- und Fortbildungs GmbH für elektronische Medien (AFK GmbH) en avril 1995 à établir AFK M94.5 (radio de Munich), AFK max et AFK tv (télévision de Munich), le projet AFK correspond à une « plate-forme de formation innovante pour les nouveaux médias ». L'AFK GmbH fournit le matériel, organise et prend en charge l'infrastructure financière et administrative humaine, soutient et accompagne les travaux des programmes et coordonne les activités de marketing et de relations publiques. L'AFK GmbH fait partie du MedienCampus Bayern.
En 1996, l'AFK max enregistre chaque semaine des programmes pour une durée de huit heures répétés en boucle et diffusés sur le câble. En obtenant une fréquence de radio FM, le programme s'étend sur vingt-quatre heures.

### Source de la traduction
- (de) Cet article est partiellement ou en totalité issu de l’article de Wikipédia en allemand intitulé « afk max » (voir la liste des auteurs).